# SMSQ
SMSQ je bio novi operacijski sustav koji je bio kompatibilan s QDOS-om. Razvio ga je Tony Tebby ranih 1990-ih dok je boravio u Francuskoj. OS je bio temeljen na sustavu SMS2, a dodao mu je kompatibilnost za QDOS i SuperBASIC. Razvio ga je za Miracle Systems-ov QXL, QL-ovu emulatorsku karticu za osobna računala. 
Poboljšanu inačicu SMSQ-a se prenijelo i u Atari ST i ine QL-ovske emulatore, a ime joj je bilo SMSQ/E.